# لان براي
لان براي (بالإنجليزية: Lane Bray)‏ هو كيميائي وسياسي أمريكي، ولد في 21 سبتمبر 1928 في هايلاند بارك في الولايات المتحدة، وتوفي في 9 سبتمبر 2015 في ريتشلاند في الولايات المتحدة. انتخب عضو مجلس نواب واشنطن.